# ADB Koblenz
ADB Koblenz war eine Basketballmannschaft aus Koblenz. Sie nahm von 1973 bis 1976 am Spielbetrieb der Basketball-Bundesliga teil.

## Geschichte
1973 stieg ADB Koblenz von der Regionalliga Südwest in die Basketball-Bundesliga auf. Dieser Erfolg erhöhte das Interesse der Öffentlichkeit deutlich, was sich in den Besuchszahlen bei den Heimspielen in der Sporthalle Karthause niederschlug. Mit dem US-Amerikaner Jonathan Chapman hatte die Mannschaft in der Saison 1973/74 den zweitbesten Korbschützen der Bundesliga-Südstaffel in ihren Reihen. Die Hauptrunde wurde auf dem fünften Rang abgeschlossen, dadurch musste Koblenz in die Abstiegsrunde und sicherte sich dort den Verbleib in der Bundesliga.
Im Jahr 1974 wurden mit Peter Hackenberg und Peter Stein zwei ADB-Spieler in die bundesdeutsche Nationalmannschaft berufen. Im Bundesliga-Spieljahr 1974/75 trat Koblenz mit einem neuen US-Amerikaner an: Larry Farmer ersetzte Chapman. Mit derselben Bilanz (15:13-Punkte) wie in der Vorsaison wurde die Hauptrunde 74/75 beendet, in der anschließenden Abstiegsrunde wurde Koblenz in der Gruppe Süd Erster.
Der ehemalige Nationalspieler Eckhard Schurkus betreute ADB Koblenz in der Saison 1975/76 als Trainer. Die Mannschaft wurde mit dem US-Amerikaner Larry Hollyfield sowie Nationalspieler Friedhelm Berres verstärkt. In der erstmals eingleisig ausgetragenen Bundesliga wurde Koblenz mit 8:28 Punkten Vorletzter und stieg ab. In der Saison 1976/77 trat die Mannschaft in der 2. Basketball-Bundesliga an und schaffte den Sprung in die Relegationsrunde, an der insgesamt zwölf Vereine (aufgeteilt in eine Nord- und eine Südgruppe) aus 1. und 2. Bundesliga um das Teilnahmerecht an der höchsten Spielklasse kämpften. ADB Koblenz wurde in der Relegationsgruppe Süd Letzter. Anschließend wurde die Mannschaft vom Spielbetrieb der 2. Bundesliga abgemeldet.

## Bekannte Spieler
- Friedhelm Berres
- Jonathan Chapman
- Larry Farmer
- Werner Ferrari
- Peter Hackenberg
- Larry Hollyfield
- Eckhard Schurkus
- Peter Stein